# Collegio elettorale di Benevento (Senato della Repubblica)
Il collegio di Benevento fu un collegio elettorale uninominale della Repubblica Italiana per l'elezione del Senato della Repubblica. Apparteneva alla circoscrizione Campania e fu utilizzato per eleggere un senatore nella XII, XIII e XIV legislatura.
Venne istituito nel 1993 con la cosiddetta Legge Mattarella (Legge n. 276, Norme per l'elezione del Senato della Repubblica), attuata in seguito al referendum abrogativo del 1993. La legge istituì per la Camera dei deputati e per il Senato della Repubblica un sistema di elezione misto, in parte maggioritario e in parte proporzionale. Il 75% dei parlamentari dell'assemblea veniva eletto in collegi uninominali tramite sistema maggioritario a turno unico; il restante 25% al Senato veniva eletto tramite recupero proporzionale dei più votati non eletti attraverso un meccanismo di calcolo denominato "scorporo", cioè sottraendo dal conteggio dei voti totali di una lista nella parte proporzionale i voti ottenuti dai candidati collegati alla medesima lista che erano eletti nei collegi uninominali con il sistema maggioritario.
Il collegio venne abolito insieme a tutti gli altri che costituivano il Senato con la promulgazione della legge elettorale successiva, la cosiddetta Legge Calderoli. Questa prevedeva un sistema proporzionale con premio di maggioranza, che al Senato veniva attribuito a livello regionale.

## Territorio
Il collegio di Benevento era uno dei 22 collegi uninominali in cui era suddivisa la Campania e, come previsto dal D.Lgs. del 20 dicembre 1993 n. 535, era interamente compreso nella provincia di Benevento e comprendeva i seguenti comuni: Airola, Amorosi, Apollosa, Arpaia, Arpaise, Benevento, Bonea, Bucciano, Calvi, Campolattaro, Campoli del Monte Taburno, Casalduni, Castelpagano, Castelpoto, Castelvenere, Cautano, Ceppaloni, Cerreto Sannita, Circello, Colle Sannita, Cusano Mutri, Dugenta, Durazzano, Faicchio, Foglianise, Forchia, Fragneto Monforte, Fragneto l'Abate, Frasso Telesino, Guardia Sanframondi, Limatola, Melizzano, Moiano, Montesarchio, Morcone, Paolisi, Paupisi, Pietraroja, Ponte, Pontelandolfo, Puglianello, San Giorgio del Sannio, San Leucio del Sannio, San Lorenzello, San Lorenzo Maggiore, San Lupo, San Martino Sannita, San Nazzaro, San Nicola Manfredi, San Salvatore Telesino, Sant'Agata de' Goti, Sant'Angelo a Cupolo, Santa Croce del Sannio, Sassinoro, Solopaca, Telese Terme, Tocco Caudio, Torrecuso e Vitulano.

## Eletti
| Elezione | Elezione | Senatore       | Partito                                 |
| -------- | -------- | -------------- | --------------------------------------- |
|          | 1994     | Antonio Guarra | Polo del Buon Governo (AN)              |
|          | 1996     | Davide Nava    | Polo per le Libertà (CCD/CDR/UDR/UDEUR) |
|          | 2001     | Cosimo Izzo    | Casa delle Libertà (FI)                 |

## Dati elettorali

### XII legislatura
|                               | Antonio Guarra ✔️ Eletto     | Polo del Buon Governo                            | 38 249  | 31,19 |  |  |  |  |  |
|                               | Rodolfo Vincent              | Progressisti                                     | 30 293  | 24,70 |  |  |  |  |  |
|                               | Pietro Perlingieri ✔️ Eletto | Patto per l'Italia                               | 29 201  | 23,81 |  |  |  |  |  |
|                               | Ferdinando Facchiano         | Unità Popolare                                   | 13 675  | 11,15 |  |  |  |  |  |
|                               | Raimondo Mazzarelli          | Unione Cristiani e Riformisti - Socialdemocrazia | 11 229  | 9,16  |  |  |  |  |  |
| Totale                        | Totale                       | Totale                                           | 122 647 | 100   |  |  |  |  |  |
|                               |                              |                                                  |         |       |  |  |  |  |  |
| Voti non validi               | Voti non validi              | Voti non validi                                  | 19 533  | 13,74 |  |  |  |  |  |
| Votanti                       | Votanti                      | Votanti                                          | 142 180 | 78,31 |  |  |  |  |  |
| Elettori                      | Elettori                     | Elettori                                         | 181 564 |       |  |  |  |  |  |
|                               |                              |                                                  |         |       |  |  |  |  |  |
| Data: 27-28 marzo 1994        |                              |                                                  |         |       |  |  |  |  |  |
| Fonte: Ministero dell'interno |                              |                                                  |         |       |  |  |  |  |  |

### XIII legislatura
|                               | Davide Nava ✔️ Eletto   | Polo per le Libertà                | 58 073  | 47,12 |  |  |  |  |  |
|                               | Antonio Conte ✔️ Eletto | L'Ulivo                            | 55 198  | 44,79 |  |  |  |  |  |
|                               | Davide Scarinzi         | Movimento Sociale Fiamma Tricolore | 6 709   | 5,44  |  |  |  |  |  |
|                               | Antonio Tardugno        | Democrazia Sociale                 | 3 270   | 2,65  |  |  |  |  |  |
| Totale                        | Totale                  | Totale                             | 123 250 | 100   |  |  |  |  |  |
|                               |                         |                                    |         |       |  |  |  |  |  |
| Voti non validi               | Voti non validi         | Voti non validi                    | 16 058  | 11,53 |  |  |  |  |  |
| Votanti                       | Votanti                 | Votanti                            | 139 308 | 74,37 |  |  |  |  |  |
| Elettori                      | Elettori                | Elettori                           | 187 324 |       |  |  |  |  |  |
|                               |                         |                                    |         |       |  |  |  |  |  |
| Data: 21 aprile 1996          |                         |                                    |         |       |  |  |  |  |  |
| Fonte: Ministero dell'interno |                         |                                    |         |       |  |  |  |  |  |

### XIV legislatura
|                               | Cosimo Izzo ✔️ Eletto | Casa delle Libertà                   | 56 890  | 44,69 |  |  |  |  |  |
|                               | Davide Nava           | L'Ulivo                              | 45 506  | 35,75 |  |  |  |  |  |
|                               | Alberto Simeone       | Democrazia Europea                   | 8 912   | 7,00  |  |  |  |  |  |
|                               | Abbele Di Lonardo     | Lista Di Pietro                      | 6 107   | 4,80  |  |  |  |  |  |
|                               | Alfonsina Palumbo     | Partito della Rifondazione Comunista | 4 575   | 3,59  |  |  |  |  |  |
|                               | Gennaro Bruno         | Fiamma Tricolore                     | 2 258   | 1,77  |  |  |  |  |  |
|                               | Angelo Pirozzi        | Lista Pannella-Bonino                | 1 606   | 1,26  |  |  |  |  |  |
|                               | Nunzio Pagliuca       | Forza Nuova                          | 1 433   | 1,13  |  |  |  |  |  |
| Totale                        | Totale                | Totale                               | 127 287 | 100   |  |  |  |  |  |
|                               |                       |                                      |         |       |  |  |  |  |  |
| Voti non validi               | Voti non validi       | Voti non validi                      | 18 027  | 12,41 |  |  |  |  |  |
| Votanti                       | Votanti               | Votanti                              | 145 314 | 75,73 |  |  |  |  |  |
| Elettori                      | Elettori              | Elettori                             | 191 887 |       |  |  |  |  |  |
|                               |                       |                                      |         |       |  |  |  |  |  |
| Data: 13 maggio 2001          |                       |                                      |         |       |  |  |  |  |  |
| Fonte: Ministero dell'interno |                       |                                      |         |       |  |  |  |  |  |